# سائورو توما
سائورو توما (انگلیسی: Sauro Tomà؛ ۴ دسامبر ۱۹۲۵ – ۱۰ آوریل ۲۰۱۸) بازیکن فوتبال اهل ایتالیا بود.
از باشگاه‌هایی که در آن بازی کرده‌است می‌توان به باشگاه فوتبال تورینو، باشگاه فوتبال اسپتزیا، باشگاه فوتبال برشا، و باشگاه فوتبال باری اشاره کرد.